# Климат Великобритании
Великобритания находится в умеренно-морском климатическом поясе и по погоде её называют: "туманный альбион".

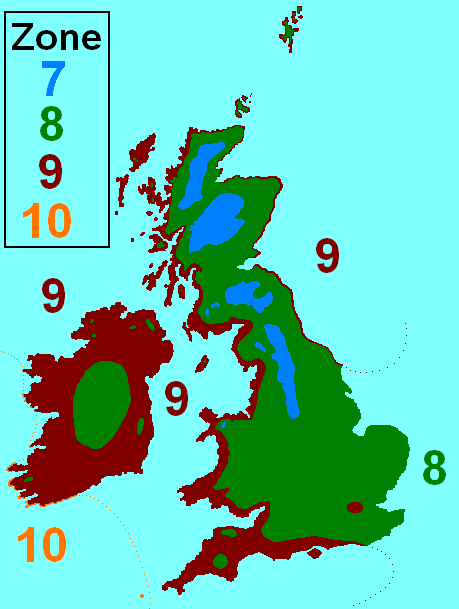
Климатические зоны Британских островов

Средняя температура в Великобритании выше, чем в других местностях на той же широте. Это связано с влиянием теплого течения Гольфстрим. Южная часть страны теплее и суше, чем северная. Преобладают северо-западные ветры, дующие с северной части Атлантического океана. 
Пасмурных дней в году — более 50 %. Возможны сильные ветры и наводнения.
Среднегодовое количество осадков по стране изменяется в пределах от 3000 мм в Шотландском высокогорье до 553 мм в Кембридже. Самое сухое место в Великобритании — графство Эссекс — где в среднем в год выпадает 600 мм осадков, хотя дождливых дней — более 100 в год.
Экстремальные температуры, зарегистрированные за всё время наблюдений:
- максимальная — 38,5 °C в графстве Кент, 10 августа 2003 года;
- минимальная — −27,2 °C в Грампианских горах 11 февраля 1895 года, и на севере Шотландии 30 декабря 1995 года.

В Великобритании только один зимний месяц — январь. После зимы идёт длинная весна с февраля по май. Лето здесь примерно как в Москве (с июня по август). Осень здесь тоже длинная и начинается в сентябре, а заканчивается в декабре.